# Agelas cervicornis
Agelas cervicornis es una especie del filo Porifera perteneciente a la clase Demospongiae.

## Descripción
En su morfología presenta ramas erectas de color marrón, delgadas a gruesas, lisas a onduladas, con ósculos dispersos. Las espículas son acantóstilos. Puede confundirse con individuos con forma de maza de Agelas dispar (Duchassaing & Michelotti, 1864), que son más gruesos. También con individuos de ramas planas de Agelas dilatata (Duchassaing & Michelotti, 1864),  que generalmente son de color más claro (bronceado) y surgen de una base más ancha (A. cervicornis generalmente surge de una base estrecha).